# Delassor rubicundus
Delassor rubicundus är en insektsart som först beskrevs av Walker 1851.  Delassor rubicundus ingår i släktet Delassor och familjen spottstritar. Inga underarter finns listade i Catalogue of Life.